# Leofdag
Leofdag (auch Liafdag, u. ä.) war der erste Bischof des dänischen Bistums Ribe im Jahr 948. Er wurde als regionaler Heiliger verehrt.

## Leben
Der Name deutet auf eine friesische oder südjütländische Herkunft. Leofdag war möglicherweise Mönch in Fulda.
948 wurde Leofdag von Erzbischof Adaldag von Hamburg zum Bischof geweiht. Im Juni desselben Jahres war er Teilnehmer der Universalsynode in Ingelheim.
Leofdag soll laut Adam von Bremen auch in Schweden und Norwegen gepredigt und dort Wunder bewirkt haben. Das geschah vermutlich bereits vor seiner Bischofsweihe. In Ribe wurde er nämlich, wie die Cronica ecclesiae Ripensis berichtet, zu einem nicht bekannten Zeitpunkt nicht lange nach seiner Einsetzung mit Waffen angegriffen, worauf er floh. An der nahegelegenen Ribe Å, wo er zu taufen pflegte, wurde Leofdag von den Verfolgern eingeholt und durch Lanzenstiche getötet. Er wurde auf dem Friedhof der Kirche St. Maria in Ribe beigesetzt, worauf an seinem Grab zahlreiche Wunder an Kranken geschahen. Daraufhin wurde darüber eine hölzerne Kapelle errichtet. Im 12. Jahrhundert versuchte der damalige Ripener Bischof Ralph, Leofdags Heiligsprechung durchzusetzen, die jedoch daran scheiterte, dass die Reliquien mit der Kirche bei einem Brand 1176 vernichtet wurden. In Skandinavien wurde Leofdag jedoch bis zu Reformation als Heiliger verehrt.